# Nicolás Maruri
Enrique Nicolás Maruri (Concepción, 1788- † Santiago, 1866) fue un militar chileno que formó parte del proceso que llevó a la Independencia de Chile y de la posterior Organización de la República.

## Desarrollo
Al estallar el movimiento de 1810 se incorporó como cabo primero al Ejército. Concurrió a las batallas del sur en 1813 y 1814 en acciones como El Roble, Quilo y Quechereguas. Se distinguió en el Desastre de Rancagua (1814), por lo que fue ascendido a capitán en medio de la lucha por el general Bernardo O'Higgins.

### Independencia de Chile
Emigró a Argentina tras el fin de la Patria Vieja y se incorporó al Ejército de Los Andes. Participó en la Batalla de Chacabuco. Hizo las campañas del sur asistiendo al Sitio de Talcahuano y posteriormente a la Batalla de Maipú.
El 20 de agosto de 1820 desembarcó en Valparaíso en la Expedición Libertadora del Perú.
En 1825 participó en la Campaña de Chiloé.
El 29 de enero de 1827, a las tres de la mañana, apresó a Enrique Campino y a los demás jefes revolucionarios de la Sublevación de Campino, y puso en libertad a Diego Portales y Manuel José Gandarillas.
Durante 23 años fue edecán del Presidente de la República.

## Usos del nombre
Una calle de las comunas de Independencia, San Felipe y Valparaíso lleva su nombre. En la calle de Independencia se ubicaba una pensión en la que Pablo Neruda se alojó siendo un joven estudiante universitario provinciano en Santiago, por lo que el nombre de esta vía quedó inmortalizado en un poema de su primer libro, ''Crepusculario'' (1923): ''Los crepúsculos de Maruri''.
- Datos: Q6042356